# Urubici
Urubici es un municipio brasileño del estado de Santa Catarina. Tiene una población estimada al 2021 de 11 311 habitantes.
En la localidad se encuentra el Morro da Igreja, con 1822 m de altitud es el lugar habitado más alto de Brasil, y donde se registró la temperatura más baja del país -17,8 °C el 29 de junio de 1996.
El municipio es el mayor productor de verduras y frutas en Santa Catarina, destacando la manzana y la yerba mate.

## Etimología
Existen varias teorías sobre el origen de "Urubici", que viene del río de la localidad:
- Del geral paulista urubysy, que significa "fila de urubás".
- Del tupí urubuysy, que significa "fila de buitres".
- Del cáingang que significa "madre de las aguas frías".[4]

## Historia
Los primeros datos de asentamientos en la localidad datan de 1915. Anteriormente era habitada por los indios tupí.
Se creó el distrito de Urubici en 1922 subordinado a São Joaquim da Costa da Mountain rango. Fue elevado a municipio el 6 de diciembre de 1956.